# Doug
Doug est une série télévisée d'animation franco-américaine en 117 épisodes de 22 minutes, créée par Jim Jinkins et Joe Aaron, produite par Jumbo Pictures et diffusée entre le 11 août 1991 et le 4 janvier 1994 sur Nickelodeon. Elle est rachetée en 1996 par la Walt Disney Company, via sa filiale Walt Disney Television, et diffusée du 7 septembre 1996 au 5 juin 1999 sur le réseau ABC, sous le nom de production Brand Spanking New Doug.
La Walt Disney Company fait aussi réaliser un long métrage Doug, le film, qui conclut la série et sort en 1999, puis ferme le studio en 2000, les équipes étant intégrées aux autres filiales de Disney. En France, la série a été diffusée à partir du 4 septembre 1995 sur France 3, puis sur TF1 et sur M6.

## Scénario
Douglas « Doug » Fripon est un garçon de onze ans, sympathique, débrouillard et imaginatif. Il vit dans la ville de Bouffonville avec ses deux parents Phil et Theda, sa grande sœur Judy et son chien Fino (il aura également une petite sœur dans la deuxième série qui s'appellera Cléopâtre-VTT). Il rédige la plupart du temps les expériences qu'il vit. Son meilleur ami s'appelle Moustic (ou Stick) Valentine, a la peau bleu-vert et est surdoué. Il partagera avec lui toutes ses aventures. Douglas est, comme beaucoup de préadolescents de son âge, secrètement amoureux d'une fille, Patti Mayonnaise, et doit composer avec un antagoniste du nom de Roger Klotz, la terreur du collège local.

## Production
Doug a été créé par un ancien réalisateur de la branche Nickelodeon, Jim Jinkins, en septembre 1990, et produit dans sa compagnie, Jumbo Pictures, Inc. Originaire d'un ouvrage non-publié, intitulé Doug's Got a New Pair of Shoes, par Jim Jinkins et le scénariste Joe Aaron, la série animée Doug, de 1991, est pour la première fois diffusée sur la chaîne américaine Nickelodeon. L'idée du personnage de « Cailleman », un superhéros imaginaire que Doug prétend souvent incarner dans le cartoon, s'inspire de héros imaginaires similaires à ceux qu'imaginait Jinkins étant plus jeune.

### Nickelodeon (1991–1994)
Doug est pour la première fois diffusée sur la chaîne américaine Nickelodeon le 11 août 1991, jusqu'au 2 janvier 1994, puis rediffusée sur la même chaîne jusqu'en 2003, en tant que premier dessin-animé Nicktoon. Doug est également rediffusée sur Nick Jr. du 2 février 1999 jusqu'au 31 mars 2002. Doug est plus tard rediffusée sur Nick Jr./Noggin dans un programme, The N, du 1er avril 2002 jusqu'au 12 février 2003, puis de nouveau en septembre 2006. Doug était l'une des seules séries Nicktoons à être diffusée sur Nick Jr./Noggin. Doug est diffusée sur Nick on CBS du 14 septembre 2002 jusqu'au 11 septembre 2004.
Pendant sa diffusion, la série est récompensée deux fois aux Kids' Choice Awards (une fois en 1992 et une fois en 1995). Des rediffusions sont faites sur la chaîne TeenNick le 25 juillet 2011 dans un nouveau programme consacré aux séries animées des années 1990 intitulé The '90s Are All That,. Le 24 août 2011, TeenNick annonce que l'émission est remplacée par Hé Arnold ! le 5 septembre 2011. Doug revient sur TeenNick dans le programme The '90s Are All That du 26 septembre 2011 au 18 mars 2013.

### Disney (1996–1999)
En 1996, The Walt Disney Company rachète l'entreprise de Jim Jinkins, Jumbo Pictures, ainsi que les droits d'auteur de la série Doug. Disney commande de nouveaux épisodes de la série, cette dernière renommée Brand Spanking New! Doug, puis Disney's Doug. Ces épisodes ont été diffusés de 1996 à 1999. Ces épisodes Disney sont différents de ceux de Nickelodeon. Dans la version originale, le personnage principal est doublé par Tom McHugh, et le personnage de Roger par Chris Phillips, car Billy West refusait de doubler pour Disney à la suite de défauts de paiements. West explique plus tard qu'il n'appréciait pas la série Disney, car McHugh doublait le personnage principal.
L'émission change également de thème d'ouverture. Le 15 mars 1999, Disney annonce une nouvelle émission musicale, Doug Live! aux Disney's Hollywood Studios (en ce temps, connus sous le nom de Disney-MGM Studios) au Walt Disney World Resort. L'émission a été diffusée jusqu'au 21 mai 2001. Plus tard, un long-métrage, intitulé Doug, le film est diffusé dans les cinémas américains le 26 mars 1999, avant que la production ne cesse la série. Pendant sa diffusion, Doug est nommé deux fois aux Daytime Emmy Awards,.

## Personnages notables
- Douglas Yancey Frippon est un personnage timide et naïf âgé de 11 ans et demi (12 ans dans la série Disney) au grand cœur, à l'imagination débordante et passionné de dessin. Son instrument préféré est le banjo. Doug joue le narrateur dans chaque épisode, et fait part de ses expériences dans un petit journal qu'il écrit quotidiennement[13]. Doug s'imagine également lui-même sous les traits d'un super-héros nommé Cailleman (une parodie de Superman).
- Judith Anastasia Frippon est la sœur aînée de Doug. Elle est obsédée par ses travaux sur William Shakespeare. Fanatique de théâtre et d'art en général, elle représente le stéréotype d'une beatnik portant des lunettes noires et un béret.
- Bibi Bouffon est la fille du richissime Bill Bouffon. Le collège de Bouffonville portera son nom dans la deuxième série.
- Roger Klotz est la terreur locale. Il vit seul avec sa mère et son chat dans une caravane jusque dans la deuxième série dans laquelle il devient richissime (peut-être autant que Bibi Bouffon). Cette soudaine fortune sera d'ailleurs cause de nombre de disputes avec Bibi. Roger est également le pire ennemi de Doug.
- Les Betteraves est un groupe de rock composé de quatre membres (trois hommes et une femme) que Doug aime particulièrement. Il est possible que ce groupe fictif ait inspiré leur nom au groupe de punk Les Betteraves, mais rien ne semble lier ces deux groupes.

## Épisodes
La série compte sept saisons produites entre 1991 et 1999. Les quatre premières ont été produites par les studios de la Jumbo Pictures alors détenu par Nickelodeon. Les trois saisons suivantes ont été produites alors que les studios avaient été rachetés par Disney Channel. Tous les épisodes de Nickelodeon sont mis à disposition en vidéo à la demande dans des services tels que iTunes Store, PlayStation Network et Zune Marketplace.
En 2008, Nickelodeon conclut un partenariat avec Amazon.com et permet la commercialisation d'anciens et nouveaux épisodes sur DVD par CreateSpace. En échange, Amazon.com détient les droits de produire des DVD à la demande. Les troisième et quatrième saisons de Doug ont été commercialisés en DVD les 8 décembre, et 22 décembre 2009, respectivement. La quatrième saison devait être commercialisée en intégralité, mais Nickelodeon était incapable de fournir les deux derniers épisodes de la saison et décident alors de renommer le DVD Doug: The Best of Season 4.
| Saison | Saison | Episodes | États-Unis        | États-Unis       | France           | France        |
| Saison | Saison | Episodes | Début de saison   | Fin de saison    | Début de saison  | Fin de saison |
| ------ | ------ | -------- | ----------------- | ---------------- | ---------------- | ------------- |
|        | 1      | 13       | 11 août 1991      | 8 décembre 1991  | 4 septembre 1995 |               |
|        | 2      | 13       | 13 septembre 1992 | 6 décembre 1992  |                  |               |
|        | 3      | 13       | 11 avril 1993     | 11 juillet 1993  |                  |               |
|        | 4      | 13       | 26 septembre 1993 | 2 janvier 1994   |                  |               |
|        | 5      | 26       | 7 septembre 1996  | 8 mars 1997      |                  |               |
|        | 6      | 8        | 6 septembre 1997  | 22 novembre 1997 |                  |               |
|        | 7      | 31       | 12 septembre 1998 | 26 juin 1999     |                  |               |

## Distribution
- Christophe Lemoine : Doug Fripon
- Amélie Morin : Patti Mayonnaise
- Éric Chevallier : Stique Valentine
- Isabelle Ganz : Judy Fripon (saisons 1 à 4) et Ned Cauphee
- Virginie Ledieu : Judy Fripon (saisons 5 à 7)
- Jacques Bouanich : Père de Doug (Phil)
- Marie-Martine : Mère de Doug (Theda) (saisons 1 à 4), Connie et Willie
- Dominique Bailly : Mère de Doug (Theda) (saisons 5 à 7) et Ruby Valentine
- Olivier Korol (saisons 1 à 4) puis Charles Pestel (saisons 5 à 7) : Roger Klotz
- Sybille Tureau : Bibi Bouffon
- Charles Pestel : Charlie et Boomer
- Jean-Pierre Moulin (saisons 1 à 4) puis Jean-Claude Donda (saisons 5 à 7) et Serge Lhorca (voix de remplacement) : M. Bob White
- Danièle Hazan : Mme Alice Wingo
- Claude Nicot : Bud Dink
- Jean-Pierre Leroux : M. Lamar Bone
- Jacqueline Cohen (voix principale) et Paule Emanuele (voix de remplacement) : Tippi Dink
- Michel Tureau : Joseph Valentine
- Thierry Wermuth : Guy Graham
- Thierry Ragueneau : Bill Bouffon (voix de remplacement)

 Source et légende : version française (VF) sur RS Doublage et Planète Jeunesse,